# Charbonnage Zollern
Zeche Zollern
Le charbonnage Zollern (Zeche Zollern en allemand) est une mine souterraine de charbon près de Dortmund, dans la Ruhr, en Allemagne.
Le site est un point d'ancrage de la Route européenne du patrimoine industriel.

## Philatélie
Entrée principale de la mine Timbre RFA de 1987 Y&T 1169